# 6203 Любамороз
6203 Любамороз (6203 Lyubamoroz) — астероїд головного поясу, відкритий 3 березня 1981 року.
Тіссеранів параметр щодо Юпітера — 3,206.